# Falkenhagener See
Der Falkenhagener See ist ein See in Falkenhagen, einem Stadtteil von Falkensee nahe Berlin in Brandenburg. Direkt benachbart liegt der kleinere Neue See. Während der Falkenhagener See aus der letzten Eiszeit stammt, ist der Neue See Überbleibsel einer Sandgrube, die 1934 für den Bau einer Bahntrasse ausgehoben wurde. Sie sind miteinander verbunden und bilden ein geschlossenes Binnengewässer ohne natürliche Verbindung zu anderen Oberflächengewässern.
Die beiden Seen liegen in einem Landschaftsschutzgebiet. Eine gewisse wirtschaftliche Bedeutung haben sie durch die Gastwirtschaft am Ufer, eine direkte gewerbliche Nutzung der Gewässer gibt es jedoch nicht. Anfang der 1990er Jahre wurde der Falkenhagener See saniert, der tendenziell zu niedrige Wasserstand wird laufend durch Wasser aus dem Havelkanal ausgeglichen.

## Geographie
Der Falkenhagener See ist das größte Gewässer in Falkensee. Er liegt mit dem Neuen See am nordöstlichen Rand der Stadt. Nördlich befindet sich der Spandauer Forst.
Der Falkenhagener See hat eine langgezogene abgeknickte Form, der Neue See ist dreieckig. Der kleinere, künstlich angelegte Neue See befindet sich südlich des anderen, getrennt werden die beiden Gewässer durch einen rund einen Kilometer langen und etwa zehn Meter breiten Damm. Der Damm verläuft von Nord-West nach Süd-Ost. Die beiden Seen sind durch einen schmalen Kanal verbunden.
Im Südosten befindet sich ein vom Falkenhagener See mittlerweile durch eine Straße (Humboldtallee) abgetrennter Teil, „Fauler See“ genannt. Dieser Teil verlandet zunehmend und ist nur noch als Sumpfgebiet zu erkennen.
Sowohl der Faule See als auch der Falkenhagener See werden je nach Werk als „Alter See“ bezeichnet.
Der See befindet sich im Landschaftsschutzgebiet Nauen-Brieselang-Krämer. Zum Schutz der Tier- und Pflanzenwelt sind viele Freizeitaktivitäten eingeschränkt.

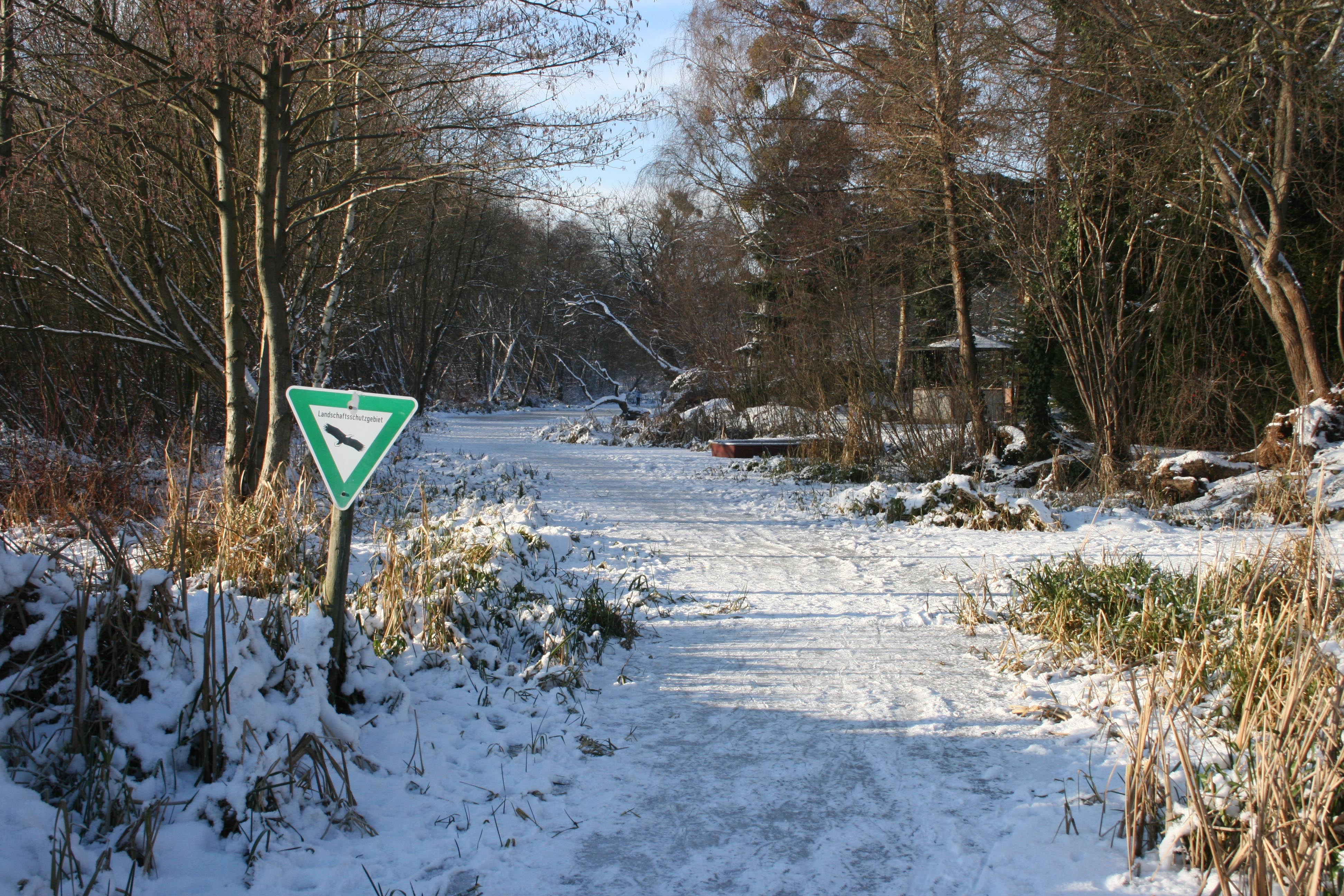
Links das Ufer der Vogelinsel, in der Mitte der gefrorene Kanal um die Insel

Die Vogelinsel im Westen des Sees ist nur von einem etwa drei Meter breiten Wasserstreifen umgeben. Dieser Graben wurde künstlich angelegt und ist durch Verschlammung, umgefallene Bäume und dichtes Schilf für Boote teilweise nicht mehr passierbar. Der Zugang zur Insel ist zum Schutz der Tierwelt und wegen des sumpfigen Untergrunds gesperrt.

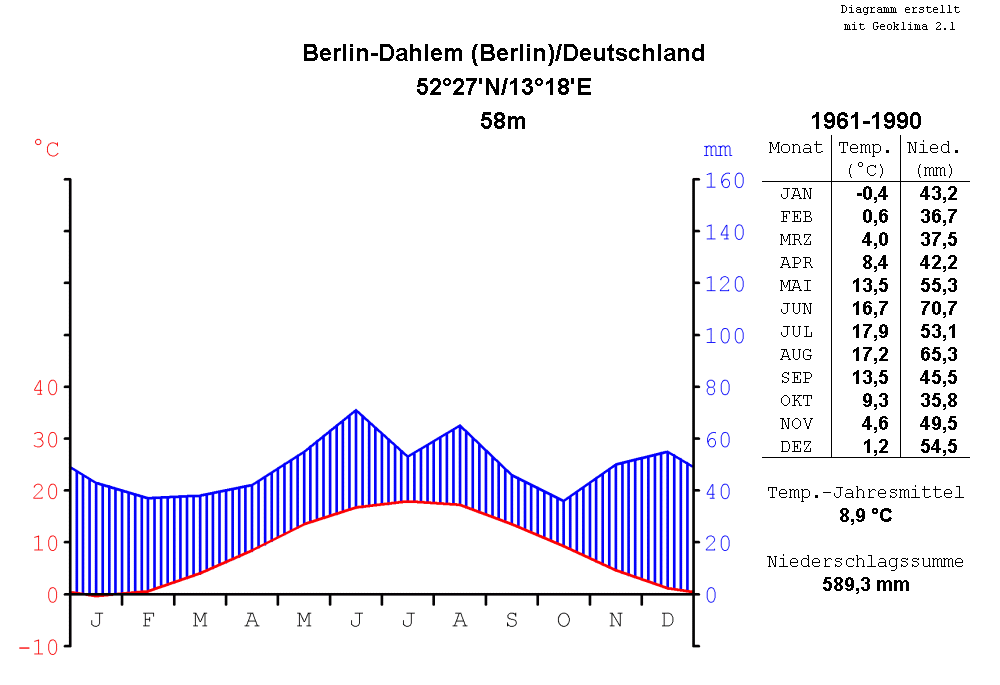
Klimadiagramm des 17 km entfernten Berlin-Dahlem

|                      | Falkenhagener See | Neuer See | Gesamt    |
| -------------------- | ----------------- | --------- | --------- |
| Wasserfläche (in ha) | 44,0              | 11,9      | 55,9      |
| Volumen (in m³)      | 890.000           | 250.000   | 1.140.000 |
| Uferlinie (in m)     | 4.970             | 1.690     | 6.660     |

## Entstehung und Geschichte
Das Gebiet der beiden Seen gehört zum Rhin- und Havelländischen Luch, welches zum Warschau-Berliner-Urstromtal gehört. Der Falkenhagener See wurde im Frankfurter Stadium der letzten Eiszeit als eiszeitliche Gletscherrinne gebildet.
Der Neue See ist eine ehemalige Sandgrube, die 1934 bis 1935 beim Ausbau der S-Bahn-Trasse durch die Deutsche Reichsbahn entstand. Nach der Fertigstellung der Trasse wurde die Grube mit Grundwasser gefüllt und später mit dem Falkenhagener See verbunden.
Bis 1919 gehörte der Falkenhagener See der Familie Ribbeck, die durch die Erzählungen Theodor Fontanes weit über Brandenburg hinaus bekannt wurde. Falkenhagen findet ebenfalls Erwähnung in den Erzählungen Fontanes. Später kaufte die Gemeinde den See zurück.
In den 1920er Jahren wurde mit der Besiedlung des Ufers begonnen. Um noch mehr Wassergrundstücke veräußern zu können, baute man den Graben um die heutige Vogelinsel, die Besiedlung blieb dort wie auch am Ostufer aber unvollständig. Viele Häuser stammen noch aus der Anfangszeit, ein erneuter Bauschub trat nach der Wende ein, als sich viele neu Hinzugezogene dort niederließen.
Bis Ende der 1950er Jahre befand sich ein öffentliches Bad am Südufer des Falkenhagener Sees. Nachdem es aus hygienischen Gründen geschlossen wurde, sind die beiden Seen nicht mehr als Badeseen geführt.
1957 übergab die Deutsche Reichsbahn den Neuen See der Gemeinde Falkensee (heute Stadt Falkensee). Wie aus Luftbildern ersichtlich ist, wurde der Durchstich zwischen den Seen – ein rund drei Meter breiter Verbindungskanal – in den Jahren 1953 bis 1966 ausgehoben.
Im Bereich des Faulen Sees befindet sich Torf, der bis in die 1970er Jahre gestochen wurde.
Das ehemalige Angler-Casino, das sich an der Stelle des alten Freibads befand, brannte in der Nacht zum 6. Januar 2007 vollständig nieder.

## Nutzung

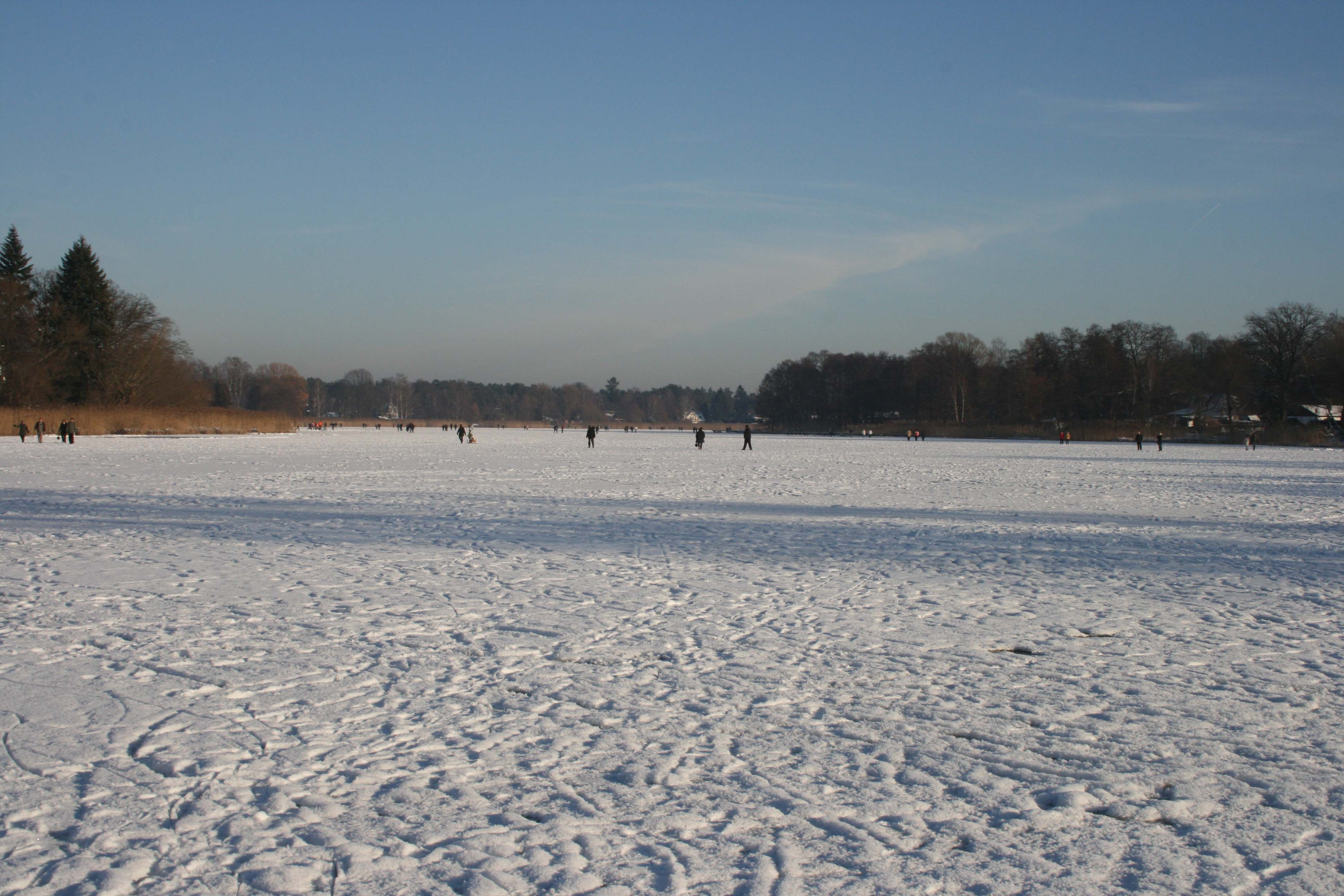
Gefrorener Falkenhagener See

Die Benutzung von Motor- und Segelbooten ist untersagt, Boote ohne Motorantrieb dürfen jedoch gegen eine Benutzungsgebühr auf dem See fahren. Im Restaurant Quo Vadis können Tretboote entliehen werden.
Am Falkenhagener See dienen rund 70 Stege dem Zugang zum Wasser, am Neuen See gibt es weder Anleger noch Stege.
Das Baden ist offiziell nicht erlaubt, da die geringe Sichtweite und der schwierige Zugang zum Ufer die Rettung von Ertrinkenden sehr erschwert. Mit stillschweigender Billigung der Stadtverwaltung wird dennoch ausgiebig gebadet. Im Falkenhagener See ist das Baden nur vom Boot aus möglich, am Neuen See gibt es einen kleinen Strand.
Im Winter friert der See oft komplett zu und wird zum Schlittschuh- und Skilaufen sowie zum Eishockeyspielen genutzt.
Als Verkehrsweg und für die gewerbliche Fischerei ist der See irrelevant, es wird kein Trinkwasser gewonnen.
Das Ufer des Sees ist unverkäuflich und gehört der Stadt Falkensee. Trotzdem wird rund die Hälfte des Ufers nur von den direkten Anliegern wie ein Teil ihres Grundstücks genutzt. Den anderen Teil des Ufers kann man als Spaziergänger begehen: rund um den Neuen See und am Ostufer des Falkenhagener Sees.

## Sehenswürdigkeiten und Bauwerke

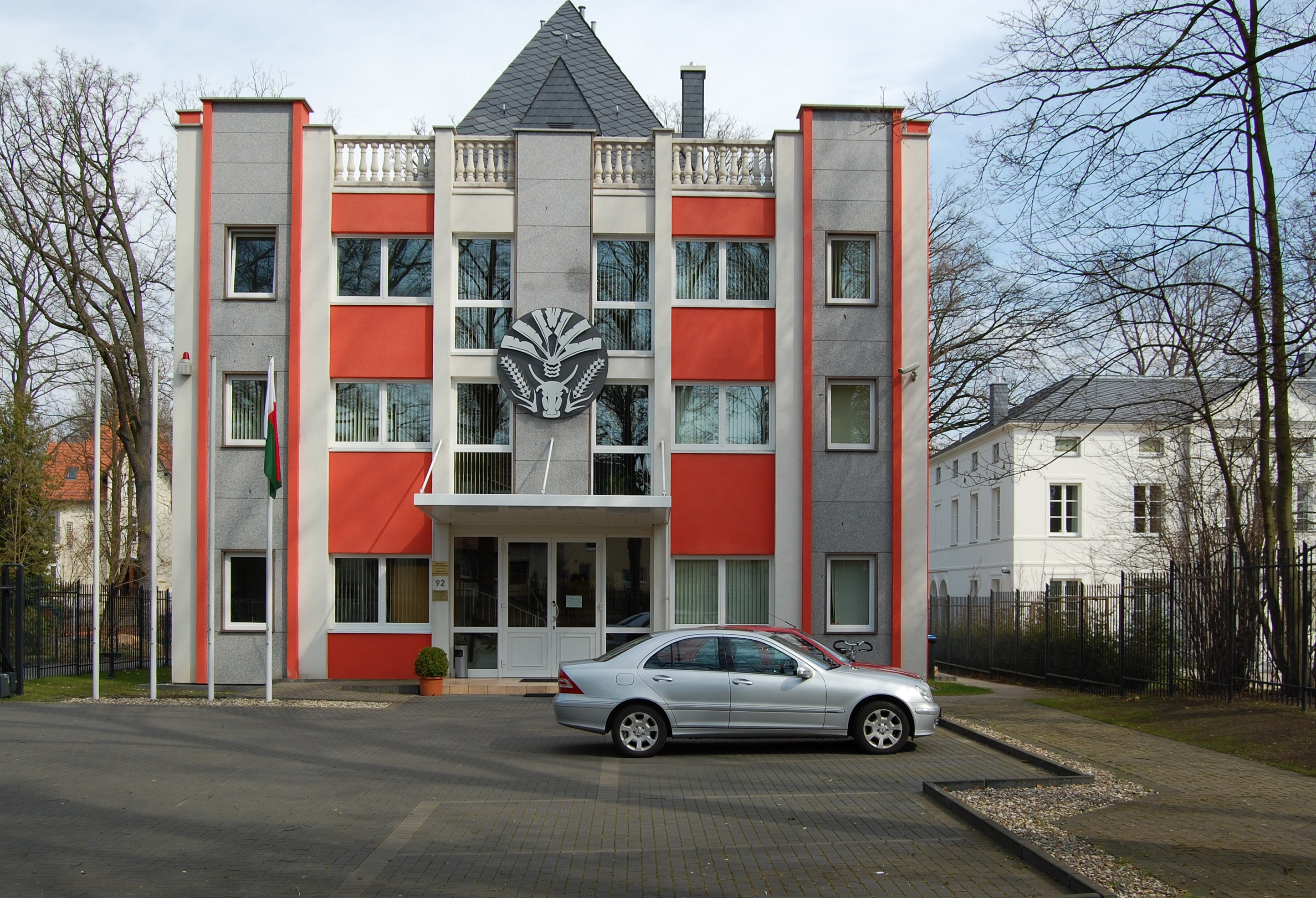
Madagassische Botschaft in Falkensee

Am Westzipfel des Sees (genauer gesagt westlich des Grabens um die Vogelinsel) befindet sich die „Rote Villa“, eine alte und lange Zeit leer stehende Backsteinvilla. Seinerzeit handelte es sich um eine Gaststätte und Flaschenbierhandlung, nach den beiden „Buben“ am Giebel auch „Max-und-Moritz-Haus“ genannt. Die Rote Villa ist lokal ein bekanntes Haus, auch die Bushaltestelle dort heißt „Falkensee, Rote Villa“.
Die Madagassische Botschaft steht zusammen mit der Residenz des Botschafters in der Beuge am Westufer des Sees auf einem Wassergrundstück in der Seepromenade.

## Ökologie

### Fauna

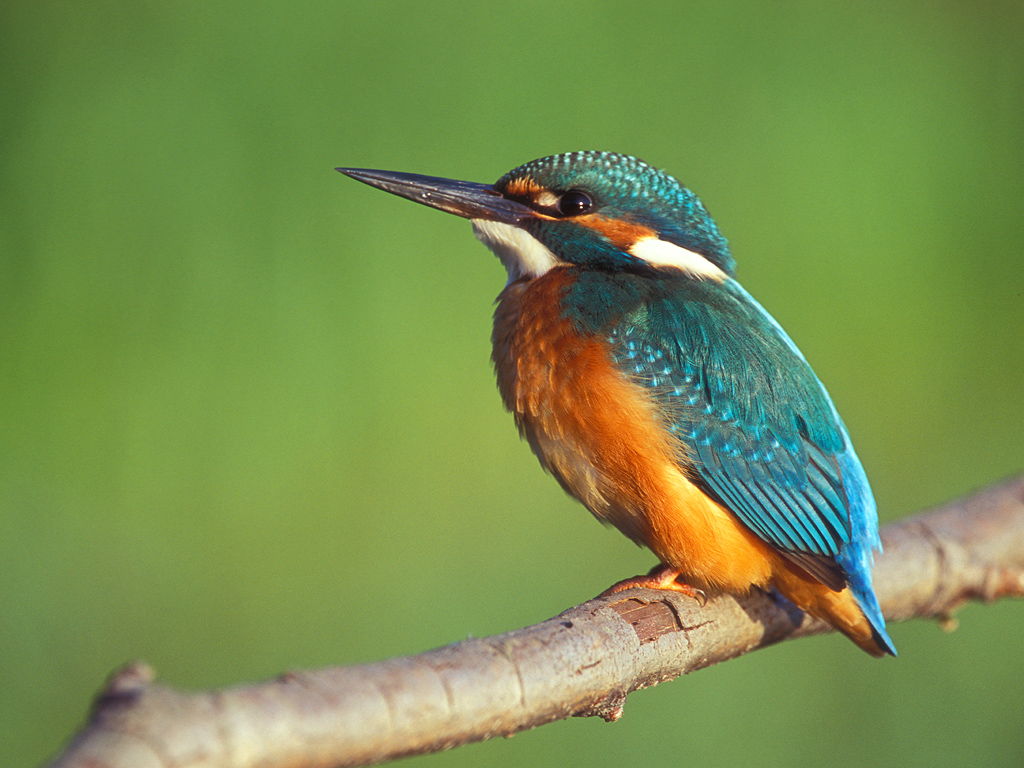
Ein Eisvogel

Auf der geschützten Vogelinsel befinden sich viele Vögel, darunter Graureiher und Eisvögel.
Darüber hinaus wird der See von Schwänen, Haubentauchern, Stock- und Tafelenten, Teichrallen, Rohrammern, Blässhühnern, Drosselrohrsängern, und Teichrohrsängern besiedelt, die im breiten Schilfgürtel nisten können.
Auch Ringelnattern gehören zu den Ufer- und Seebewohnern.
Der Fischbestand ist ausreichend hoch, insbesondere Hechte, Zander und Karpfen, aber auch Aale und Welse besiedeln den See. Die Fischbestände werden durch den Anglerverband regelmäßig aufgestockt.

### Flora
Das Ufer ist beinahe durchgehend von einem dichten und rund fünf Meter breiten Schilfgürtel umgeben. An freieren Stellen sind teilweise Seerosen zu finden. Am Ufer stehen vorwiegend Weiden, Erlen und andere Bäume, die mit sehr feuchtem Boden gut zurechtkommen.

### Sediment
Unter der Wasserschicht von ehemals einem Meter und mittlerweile drei Metern befindet sich ein bis zu zwölf Meter tiefes schlammiges Sediment (vor der Sanierung waren es bis zu 15 Meter). Die mittlere Mächtigkeit des Sediments beträgt 5,3 Meter. Das Sediment lässt sich nach Größe und Festigkeit der Partikel in verschiedene Zonen einteilen:

„Die anstehenden Sedimente werden als organogene Detritusmudden mit feiner bis mittlerer Struktur bezeichnet, [die] einen deutlichem [deutlichen] Geruch nach Schwefelwasserstoff (H2S) aufweisen (MLTU 1990, LUA, Abt. W). Ab 3-5 m Sedimenttiefe stehen braune Ledermudden-artige Horizonte an. Mit ansteigender Tiefe werden zunehmend graue Ton-, Sand- und Kalkmudden angetroffen. Trotz des geringen Alters wurden im Rahmen dieser Untersuchung auch im Neuen See organogene, H2S-haltige Detritusmudden angetroffen.“

### Wasserqualität
Die Wasserqualität war bereits wiederholt ein Problem des Sees, daher wurde in den 1990er Jahren eine Sanierung durchgeführt. 1930 – nur wenige Jahre nach der Besiedlung – wurde erstmals über ein Fischsterben berichtet. Die Badeanstalt wurde Ende der 1950er aus hygienischen Gründen geschlossen. 1976 kam es zu einem Fisch- und Wasservogelsterben durch Botulismus.
Heute ließe die Wasserqualität das Baden – wie oben erwähnt – ohne Bedenken zu. Allerdings ist das Baden unter anderem aufgrund der geringen Sichttiefe nicht erlaubt. Die Sichttiefe beträgt maximal 80 Zentimeter, im Sommer liegt sie manchmal bei unter 20 Zentimetern, Sicht bis zum Grund ist normalerweise nicht möglich. Ein Ziel der Sanierung – eine Sichttiefe von mindestens einem Meter – wurde damit nicht (dauerhaft) erreicht. Als Trinkwasser ist das Wasser im See nicht zu gebrauchen.
Für die im Sommer verstärkte Wassertrübung ist Phytoplankton verantwortlich.
Folgendermaßen wurde die Wasserqualität beeinträchtigt:
- Die niedrigen Pegelstände (1972 auf 29,42 Meter, entsprechend weniger als 0,5 Meter Wassertiefe) belasteten das Ökosystem im See sehr,
- das zur Kompensation eingeleitete Wasser aus dem Havelkanal war zur Zeit der DDR stark mit Schwermetallen und Chemikalien aus Industrie und Landwirtschaft belastet,
- im Osten des Sees befand sich eine Schweinemast, deren Bodenbelastung durch Gülle sich auch auf den See auswirkte,
- anstelle von Abwasserrohren hatten die Anwohner Jauchegruben in den Gärten, die zwar regelmäßig geleert wurden aber leider nicht immer ausreichend dicht waren und
- untergegangene Pflanzen (insbesondere Schilf) und Blätter der Bäume am Ufer fügen dem See jährlich neues organisches Material hinzu.

Mittlerweile wird der Pegel recht gut gehalten, das Wasser des Havelkanals ist deutlich besser, die Schweinemast ist geschlossen worden, Falkenhagen ist komplett an die Abwasserentsorgung angeschlossen und der See wurde saniert (siehe nächster Abschnitt). Die Belastung durch organisches Material ist jedoch durch den verstärkten Schutz der Flora höher geworden.

### Sanierung
Die erwähnten Belastungen machten eine Sanierung des Sees erforderlich. 1991 wurde ein Förderprogramm des Landes Brandenburg aufgelegt, um sanierungsbedürftige Gewässer instand zu setzen. Von September 1991 bis Ende April 1997 wurde der Falkenhagener See mit Mitteln des Förderprogramms saniert. Der Schlamm wurde mit Hilfe eines Baggerschiffs ausgebaggert. Es wurden rund 553.000 Kubikmeter Nass-Schlamm gefördert, insgesamt wurde eine Filtratmenge von rund einer Million Kubikmetern Wasser aufbereitet. Nach dem Ausbaggern wurde Eisenchlorid ins Wasser gegeben, um das Phosphat ausfallen und zu Boden sinken zu lassen (das Phosphat ist dadurch im verbleibenden Schlamm gebunden).
Der Schlamm wurde untersucht, als unbedenklich eingestuft und dann auf nahe gelegenen Feldern verbracht. Für die sandigen brandenburgischen Böden war der Schlamm ein willkommener Dünger. Das Ergebnis der Sanierung war eine Wassertiefe von drei Metern statt einem halben Meter, die Senkung der Phosphatkonzentration im Wasser um rund 85 % von 0,19 auf 0,03 Milligramm pro Liter und die Zunahme der Sichttiefe auf über einen Meter (nicht dauerhaft).
Damit gilt der ehemals hypertrophe Falkenhagener See heute als mesotroph. Die Kosten beliefen sich auf 22.670.064,95 DM (inflationsbereinigt rund 19.450.000 Euro) und lagen damit rund 6 % unter den veranschlagten 24 Millionen DM.
Ausgebaggert wurde nur der Falkenhagener See, nicht der Neue See. Durch die Vermischung des Wassers und den zweiten Sanierungsschritt ist die Wasserqualität in den beiden Seen heute jedoch recht ähnlich.

## Hydrologie
| Jahr       | Zuschusswasser (in Kubikmetern) | Herkunft                           |
| ---------- | ------------------------------- | ---------------------------------- |
| Quelle:    |                                 |                                    |
| 1991       | 100.000                         | Havelkanal                         |
| 1992       | 980.000                         | Havelkanal                         |
| 1993       | 340.000                         | Havelkanal                         |
| 1994       | 130.000                         | Havelkanal                         |
| 1995       | 190.000                         | Havelkanal                         |
| 1996       | 570.000                         | Havelkanal                         |
| 1997       | 440.000                         | Havelkanal                         |
| 1998       | 1.100.000                       | Havelkanal                         |
| 1999       | 920.000                         | Havelkanal                         |
| 2000       | 1.060.000                       | Havelkanal                         |
| 2001       | 870.000                         | Havelkanal                         |
| 2002       | 160.000                         | Havelkanal                         |
| 2003       | 1.090.000                       | Havelkanal                         |
| 2004       | 830.000                         | OWA: 440.000 Havelkanal: 390.000   |
| 2005       | 898.000                         | OWA: 150.000 Havelkanal: 748.000   |
| 2006       | 1.431.000                       | OWA: 150.000 Havelkanal: 1.281.000 |
| 2007       | 300.000                         | Havelkanal                         |
| 2008       | 730.000                         | Havelkanal                         |
| 2009       | 1.400.000                       | Havelkanal                         |
| 2010       | 1.090.000                       | Havelkanal                         |
| 2011       | 710.000                         | Havelkanal                         |
| 2012       | 780.000                         | Havelkanal                         |
| 2013       | 915.000                         | Havelkanal                         |
|            |                                 |                                    |
| Mittelwert | 740.000                         |                                    |

Es gibt drei offizielle Lattenpegel im Falkenhagener See. Einer befindet sich im Nordwestteil des Grabens um die Vogelinsel nahe der Roten Villa, weitere sind am Durchgang zwischen den beiden Seen und an einem öffentlich zugänglichen Steg hinter der Haydnallee 11 zu finden.
Es wird versucht, einen Pegelstand von 30,60 Meter Höhe über dem Meeresspiegel zu erreichen. Der Mindestpegelstand sollte 30,40 Meter sein.
Die Sohle des Durchstichs zwischen den beiden Seen liegt bei etwa 30,45 Meter.
Außer der Verbindung mit dem Grundwasser gibt es keine natürlichen Zu- und Abflüsse. Da der See jeden Sommer viel Wasser durch Verdunstung und Versickerung verliert, wird jährlich entsprechend Wasser hinzugefügt.
Das Wasser stammt aus dem Havelkanal bei Schönwalde und wird durch ein unterirdisches Rohr zum See transportiert. Die Leitung wurde während der DDR in den 1970er Jahren gebaut. Das Wasser läuft zwar von selbst, jedoch wird der Fluss durch eine Pumpe an der Entnahme-Stelle verstärkt (Docklenz-Pumpe, Type Umy 300).
Das Wasser wird bei Kilometer 7,9 (das Ansaugrohr konnte bei Tauchgängen nicht exakt lokalisiert werden und liegt vermutlich unter den Steinpackungen) am linken Ufer des Havelkanals abgepumpt und über eine etwa vier Kilometer lange Stahlrohrleitung (Durchmesser: 600 mm) in das nordwestliche Seeende nahe dem Pegel an der Roten Villa geleitet.
Zwischenzeitlich wurde auch Wasser der „Osthavelländischen Trinkwasserversorgung und Abwasserbehandlung GmbH“ (OWA) zur Einspeisung verwendet, was aus Kostengründen wieder eingestellt wurde.

## Sonstiges
Um den See herum und zum Bahnhof Falkensee fährt die Buslinie 652 der Havelbus Verkehrsgesellschaft.
Es existieren neun Angelvereine am Ufer des Falkenhagener Sees: Sieben in der Seepromenade, einer in der Schubertallee und einer an der Roten Villa.
Ein jahrelanges Streitthema der Falkenseer Lokalpolitik ist die Nordumfahrung, die direkt am Ostende der Seen vorbeiführen soll. FDP,
CDU, die SPD und die Bürgerinitiative Pro Nordumfahrung „Mensch-Verkehr-Leben“ unterstützen die Nordumfahrung. Grüne und die Bürgerinitiative Schönes Falkensee e. V. kritisieren den Entwurf als zu teuer, für die Verkehrsführung als unwirksam bis kontraproduktiv und umweltschädigend insbesondere auch für die Seen.